# شدس
شدس (به عربی: شدس) یک محله در مصر است که در استان اسکندریه واقع شده‌است.